# Holmevattnet (Mo socken, Bohuslän)
Holmevattnet är en sjö i Tanums kommun i Bohuslän och ingår i Enningdalsälvens huvudavrinningsområde.